# المنصف بربوش
المنصف بربوش مخرج سينمائي تونسي مهاجر، ذاع صيته في تونس بعد الجدل الذي أحدثه فيلمه صراع.

## أفلامه[2]
- فوق حدود العقل
- حصار بيروت
- أليس الصبح بقريب
- ونطق الحجر
- الشّهادة
- Tunisia on trial

## أفلام قصيرة ووثائقية
- الصابرون
- فيلم 9 أفريل
- الثورة مستمرة.
- تونس 87

## روابط خارجية
- المنصف بربوش على موقع IMDb (الإنجليزية)